# Thomas Rudolph (Betriebswirt)
Thomas Rudolph (* 8. Mai 1962 in Öhringen in Baden-Württemberg als Thomas Christian Rudolph) ist ein Schweizer Betriebswirt, der auch die deutsche Staatsbürgerschaft besitzt. Er ist ordentlicher Professor für Marketing und internationales Handelsmanagement an der Universität St. Gallen. Seit 2009 leitet er als Direktor das Forschungszentrum für Handelsmanagement an der Universität St. Gallen.

## Werdegang
Thomas Rudolph studierte Betriebswirtschaftslehre an der Universität Mannheim. Im Jahr 1993 doktorierte Rudolph an der Universität St. Gallen. 1998 wurde seine Habilitationsschrift in St. Gallen angenommen.
Rudolph lehrte als Gastprofessor an verschiedenen Universitäten. Zunächst im Jahr 1998 als Gastprofessor an der Brigham Young University in Utah, im Jahr 2001 an der University of Florida, im Jahr 2006 an der ESADE in Barcelona und im Jahr 2008 an der Massey University in Auckland.
Im Jahr 2000 übernahm Rudolph den Gottlieb-Duttweiler-Lehrstuhl für internationales Handelsmanagement an der Universität St. Gallen. Im Jahr 2006 gründete Rudolph das Retail-Lab, ein Partnerschaftsprojekt mit verschiedenen internationalen Handelsunternehmen. Bis zum 31. Dezember 2008 leitete Thomas Rudolph das Institut für Marketing und Handel.
Seit 2009 leitet er als Direktor das Forschungszentrum für Handelsmanagement an der Universität St. Gallen, wo auch der Gottlieb-Duttweiler-Lehrstuhl für internationales Handelsmanagement und das Retail-Lab angesiedelt sind.

## Forschungsthemen
Seine Forschungsschwerpunkte liegen in den Bereichen Kauf- und Konsumverhalten, Digitales Marketing, E-Commerce und Strategisches Handelsmanagement. Weitere Forschungsgebiete umfassen Mitarbeiter-Empowerment, Kundeninspiration, Cross-Channel Management sowie Positionierung und Profilierung im Handel.
- Positionierung und Profilierung
- Geschäftsmodelle im Handel/Geschäftsmodelltransformation
- Kundeninspiration
- Cross-Channel-Management

Des Weiteren setzt er sich verstärkt mit Retail-Trends wie Temu und Einkaufstourismus auseinander.

## Auszeichnungen
Zur „Anerkennung exzellenter Lehre“ wurde Thomas Rudolph von der Studentenschaft der Universität St. Gallen für den „Credit Suisse Award for Best Teaching 2016“ nominiert (3. Platz aus 90 Vorschlägen).
- 2020: Davidson Award für das beste publizierte Paper im Journal of Retailing in 2019 für den Artikel: „Loyalty Formation for Different Customer Journey Segments“ Zusammen mit Dennis Herhausen, Kristina Kleinlercher, Peter Verhoef und Oliver Emrich.
- 2018: Nominiert für den Best Teaching Award der Universität St. Gallen, Platz 2.
- 2017: Nominiert für den Best Teaching Award der Universität St. Gallen, Platz 3.
- 2012: Managerial Impact-Award der Universität St. Gallen. Auszeichnung auf dem Business Innovation Day.
- 2010: Communication Impact Award der Universität St. Gallen. Auszeichnung auf dem Business Innovation Day für die Medienwirkung der Studie „Der Schweizer Online-Handel – Internetnutzung Schweiz 2009“.[4]
- 2008: Best Paper Award an der Rostocker Dienstleistungstagung für den Beitrag: „How to allocate Marketing Resources across Multiple Service Channels?“ Zusammen mit Michael Paul und Thorsten Hennig-Thurau.[8]